# Esbo Elektriska
Esbo Elektriska Abp (finska: Espoon Sähkö Oyj) var ett finländskt eldistributionsbolag. 
Esbo Elektriska, som grundades i Esbo 1918, distribuerade även fjärrvärme sedan 1967 och ägde ett eget kraftverk i Finno sedan 1977. Bolaget köpte 1975 det kommunala elbolaget i Kyrkslätt, 1981 elbolaget i Grankulla och 2000 i Joensuu. År 2001 förvärvade tyska EON Energie AG aktiemajoriteten i bolaget, medan Esbo stad var minoritetsägare. Esbo stad sålde 2006 sina aktier, som motsvarade en tredjedel av aktiestocken, till Fortum som också förvärvade de övriga aktierna i bolaget.